# Klatovy
Klatovy (tyska: Klattau) är en stad i sydvästra Böhmen, Tjeckien. Befolkningen uppgick till 22 415 invånare i början av 2016.